# Siarkowiec
Siarkowiec – część wsi Kamionka położony w Polsce  w województwie mazowieckim, w powiecie żyrardowskim, w gminie Wiskitki.
W latach 1975–1998 miejscowość należała administracyjnie do województwa skierniewickiego.